# Population Reference Bureau

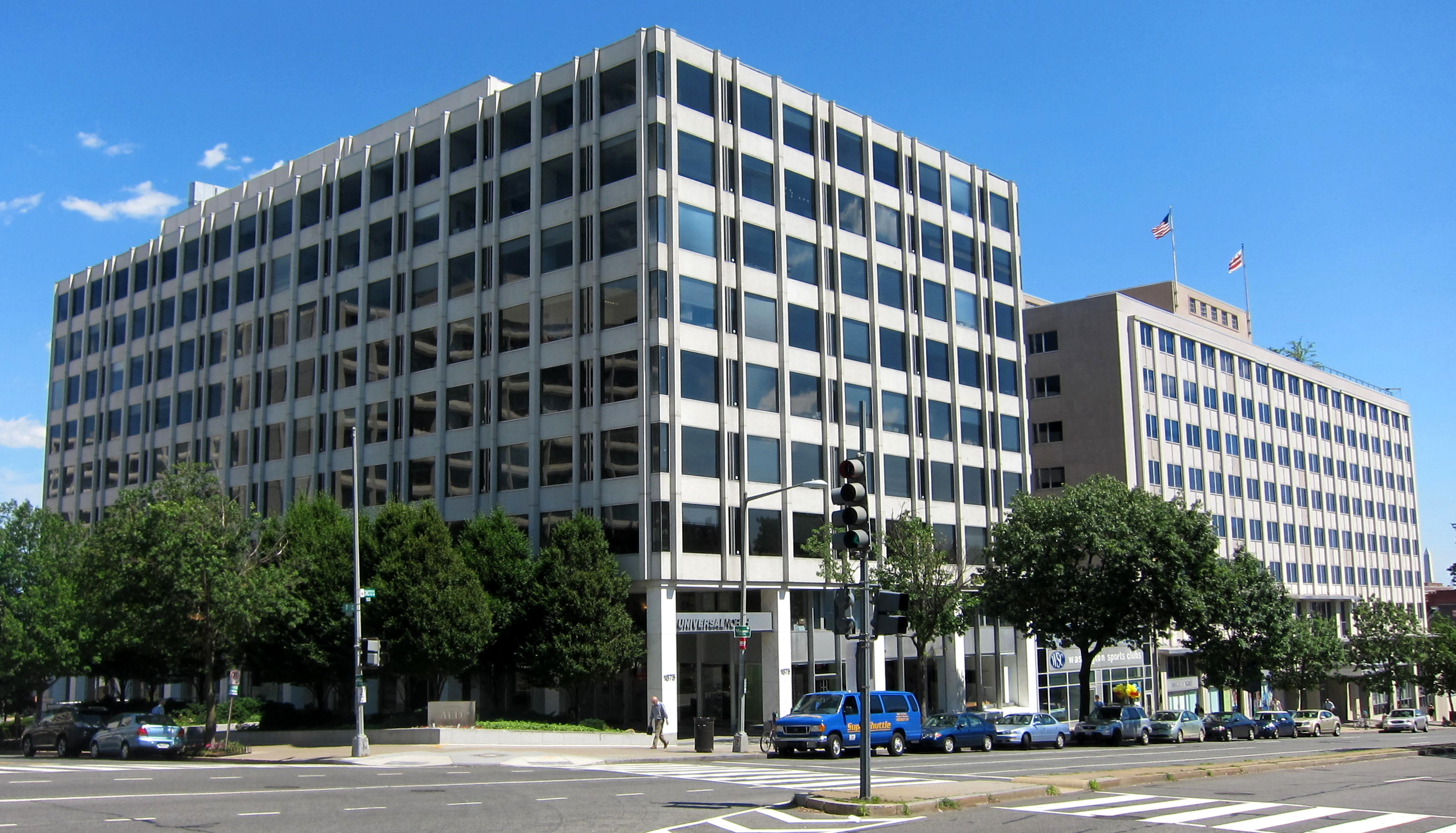
Le Universal North Building, au 1875 Connecticut Avenue, N.W., dans le quartier d'Adams Morgan of Washington, D.C., construit en 1962 par l'architecte Edwin Weihe. Plusieurs centres associatifs et de recherche, dont le Population Reference Bureau, y sont hébergés.

Le Population Reference Bureau (PRB) est une organisation à but non lucratif américaine fondée en 1929, spécialisée dans la collecte et la fourniture de statistiques nécessaires à la recherche sur l'environnement, la santé et la structure des populations. 
Il articule son travail autour de trois axes : 
1. informer à partir de données démographiques ;
2. renforcer les compétences dans son domaine d'expertise par le biais d'outils et de formations ;
3. encourager les chercheurs, les médias et les décideurs politiques à s'appuyer des preuves.

## Historique
Le PRB est fondé en 1929.

## Description
Le PRB est hébergé à Washington, dans le Universal North Building.